# ヴィルヘルム・グストロフ

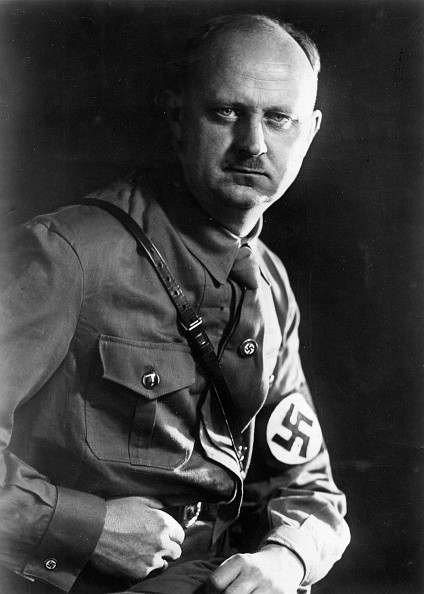
ヴィルヘルム・グストロフ

ヴィルヘルム・グストロフ（Wilhelm Gustloff、1895年1月30日 - 1936年2月4日）は、スイスにおける国家社会主義ドイツ労働者党（NSDAP、ナチス）の指導者であった人物。1932年に外国組織部のスイス支部を立ち上げ支部長となったが、1936年にユダヤ系クロアチア人のダヴィッド・フランクフルターにより暗殺された。

## 略歴
北ドイツ・メクレンブルクのシュヴェリーンで生まれる。銀行員としての年季奉公をしていたが、慢性の肺の病気に苦しんだため第一次世界大戦には召集されなかった。
1917年、彼はスイスのリゾート地ダボスに移り療養生活を送った。彼は1921年より政治活動を始め、1929年にはNSDAP党員となり、1932年にはダボスでNSDAPの外国組織部スイス支部を樹立しその指導者となった。彼はスイスで『シオン賢者の議定書』など反ユダヤ主義的書物の出版や反ユダヤ主義の扇動を精力的に行い、1936年までには5000人の党員を募っていた。
グストロフは1936年、ダボスでユダヤ系クロアチア人の医学生ダヴィッド・フランクフルターに射殺された。
ナチス党員がユダヤ人に殺害された最初の事件は反ユダヤのプロパガンダとして利用され、「血の証人」である彼の葬儀は生まれ故郷のシュヴェリーンで国葬として営まれた。ダボスからシュヴェリーンへ向かう彼の棺は特別列車に乗せられ、途中シュトゥットガルト、ヴュルツブルク、エアフルト、ハレ、マクデブルク、ヴィッテンベルクで停車した。シュヴェリーンではアドルフ・ヒトラー、ヨーゼフ・ゲッベルス、ヘルマン・ゲーリング、マルティン・ボルマン、ヨアヒム・フォン・リッベントロップら党指導者らが葬儀に出席し、数千人のヒトラー・ユーゲント隊員が葬列に並んだ。彼の未亡人ヘトヴィック、および母や兄弟らはヒトラー直々に哀悼の意を表された。外国組織部の指導者、エルンスト・ヴィルヘルム・ボーレが葬儀の最初に故人の栄誉をたたえる弔辞を読んだ。
彼の名はヴィルヘルム・グストロフ財団や、ブーヘンヴァルト強制収容所の工場名（クルト・ヘルツシュタルクが働かされた場所）など、様々な施設や団体に冠せられた。中でも有名なものは歓喜力行団のクルーズ船ヴィルヘルム・グストロフ号であった（本来「アドルフ・ヒトラー」と命名される予定が、ヒトラーの希望によりヴィルヘルム・グストロフに変更された）。この船は1945年1月30日に難民1万人を載せてバルト海を航行中にソ連潜水艦に撃沈され、海難史上最大の犠牲者を出している。奇しくもその日はヴィルヘルム・グストロフの誕生日であった。